# Německý kříž
Německý kříž (německy: Deutsches Kreuz) byl zaveden 16. listopadu roku 1941 německým vůdcem Adolfem Hitlerem jako vyznamenání, které je vyšší než železný kříž I. třídy, ale zároveň nižší než rytířský kříž. Byl udílen ve dvou verzích: zlaté a stříbrné (barvy vavřínového věnce kolem svastiky). Dříve býval udílen za hrdinství v boji a později za vynikající službu a byl považován za pokračování válečného záslužného kříže.
Tvar tohoto vyznamenání připomínal více spíš hvězdu než kříž (ačkoliv jeden z německých názvů pro svastiku byl Hakenkreuz – hákový kříž) a měl dosti nevkusný vzhled.[zdroj⁠?!] Kvůli tomu získal přezdívky jako třeba: Hitlerovo smažené vejce, vlastenecký přední reflektor nebo stranický odznak pro krátkozraké.[zdroj⁠?!]
Vyznamenání mělo průměr 6,5 cm a bylo nošeno na pravé náprsní kapse vojenské tuniky. Jestliže byl držitel vyznamenán oběma verzemi vyznamenání (stříbrnou i zlatou), tak mohl na uniformě nosit obě verze.
Vyznamenání bylo také vyráběno v látkové verzi, která byla určena pro snadnější nošení na bojové uniformě. Generál Helmuth Weidling nosil tuto verzi během obrany Berlína na přelomu dubna a května roku 1945. Mnohem více vyznamenání bylo vyrobeno ve zlaté než stříbrné verzi.

## Externí odkazy

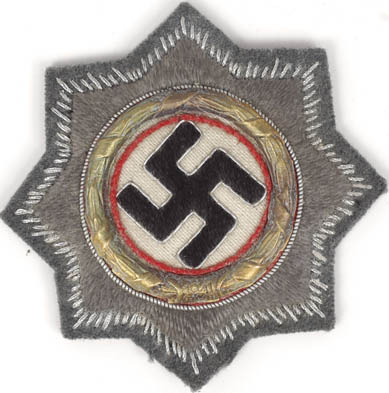
Německý kříž ve zlatě jako nášivka